# Benedetto Menzini
Benedetto Menzini (* 29. März 1646 in Florenz; † 7. September 1704 in Rom) war ein italienischer Dichter.

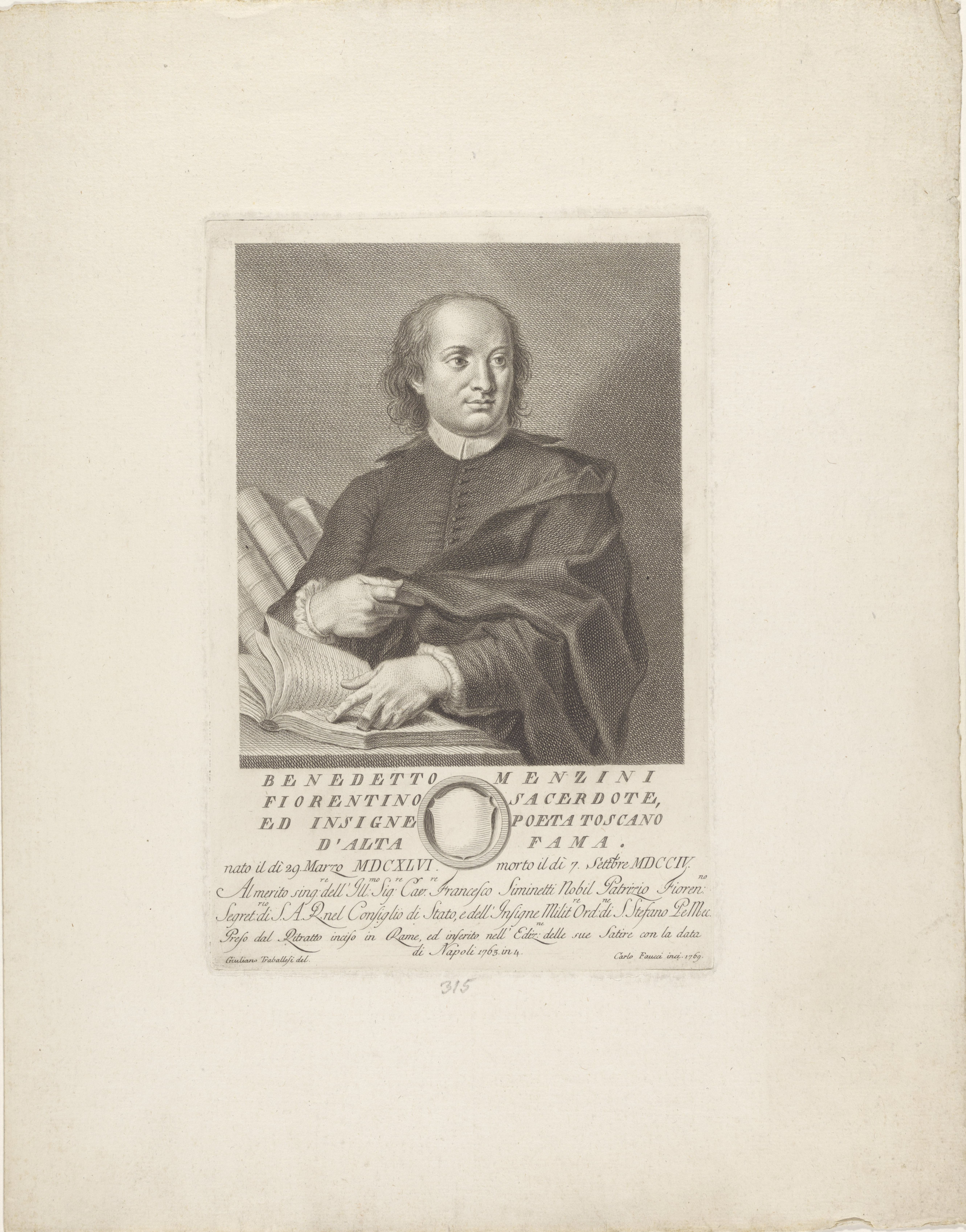
Benedetto Menzini

## Leben
Der begabte, aber aus bescheidenen Verhältnissen stammende Menzini, wurde er in seinen Studien vom Marchese Giovan Vincenzo Salviati unterstützt. Er erhielt Latein- und Griechischunterricht bei einem Priester in der Kirche San Pier Maggiore in Florenz, der auch am  Collegio Eugeniano, die von Papst Eugen IV. im 15. Jahrhundert gegründete erste Theologieschule der Stadt, als Professor tätig war. Nach dessen Tod übernahm Menzini vermutlich dessen Posten als Dozent für Latein. Ob er zu diesem Zeitpunkt bereits die Priesterweihe erhalten hatte, ist nicht klar. Als Priester ist er erstmals 1676 dokumentiert.
Bellini war ab 1675 Professor für Rhetorik in Prato, hatte aber nicht, wie erhofft, eine Professur an der Universität von Pisa erhalten, so dass er 1685 nach Rom zu Königin Christina von Schweden ging, die ihm Schutz und Unterstützung gewährte. Um diese Königin bildete sich ein Kreis von Dichtern, aus dem die Accademia dell’Arcadia hervorging. Benedetto Menzini benutzte in der Arcadia das Pseudonym Euganio Libade.
Nach dem Tod der Königin war Menzini mittellos, bis er die Hilfe des Kardinals Gianfrancesco Albani erhielt, der ihn in die Familie von Innozenz XI. aufnahm, ihm ein Kanonikat verlieh und ihn zum Koadjutor des Lehrstuhls für Rhetorik an der Universität La Sapienza in Rom ernannte.
Viele seiner Werke entstanden unter dem Schutz der schwedischen Königin: die Poesie liriche; drei Bücher eines Epos mit dem Titel Paradiso terrestre; eine Nachahmung der Arcadia von Jacopo Sannazaro mit dem Titel Accademia Tusculana; Poetica und Satire in Terza Rima. Letzteres Werk wurde per Dekret der Glaubenskongregation 1720 auf den Index gesetzt.